# 생인손 (드라마)
《생인손》은 1986년 8월 16일부터 1986년 8월 17일까지 MBC에서 방영된 8.15 특집 드라마로, 소설가 한무숙의 동명 소설을 원작으로 제작되었다.
이 드라마는 구한말 이후 60년대까지 살아온 한 노비의 운명적인 삶을 그린 노비문학의 첫 TV 영상화라는 점에서 많은 관심을 끌었고, 방송 후 노비와 상전 간의 갈등 묘사와 두 차례에 걸친 반전, 그리고 특수분장이 돋보인다는 평을 받았다.

## 등장 인물
- 한애경 : 언년 (표마리아) 역 - 정옥의 몸종
- 정혜선 : 연주 역 - 정옥의 딸
- 나문희 : 간난 역 - 언년과 장끼의 딸
- 최상훈 : 장끼 역 - 정참판댁 머슴
- 서갑숙 : 정옥 역 - 정참판댁 딸
- 남능미 : 언년어멈 역
- 이영범 : 간난의 아들 역

## 수상
- 1987년 백상예술대상 TV부문 대상
- 1987년 백상예술대상 TV부문 작품상
- 1987년 백상예술대상 TV부문 여자 신인연기상 - 한애경